# Acalyphoideae
Sous-famille
Les Acalyphoideae sont une sous-famille de plantes à fleurs de la famille des Euphorbiaceae. Le genre-type est Acalypha.

## Liste des tribus et sous-tribus
Selon GRIN (6 avril 2024) :
- Acalypheae
  - Acalyphinae
  - Adrianinae
  - Claoxylinae
  - Cleidiinae
  - Dysopsidinae
  - Lasiococcinae
  - Lobaniliinae
  - Mareyinae
  - Mercurialinae
  - Ricininae
  - Rottlerinae
- Adelieae
- Agrostistachydeae
- Alchorneeae
  - Alchorneinae
  - Conceveibinae
- Ampereeae
- Bernardieae
- Caryodendreae
- Chrozophoreae
  - Chrozophorinae
  - Ditaxinae
  - Doryxylinae
  - Speranskiinae
- Clutieae
- Epiprineae
  - Cephalomappinae
  - Epiprininae
- Erismantheae
- Omphaleeae
- Plukenetieae
  - Dalechampiinae
  - Plukenetiinae
  - Tragiinae
- Pogonophoreae
- Pycnocomeae
  - Blumeodendrinae
  - Pycnocominae
- Sphyranthereae

## Publication originale
- Carl Traugott Beilschmied, Flora 16 (1, Beibl.): 61, 104. (1833).